# Bletia gracilis
Bletia gracilis là một loài lan.